# Nobuo Kawaguchi
Nobuo Kawaguchi (jap. 川口 信男 Kawaguchi Nobuo; ur. 10 kwietnia 1975) – japoński piłkarz występujący na pozycji napastnika.

## Kariera klubowa
Od 1998 do 2008 roku występował w klubach Júbilo Iwata i FC Tokyo.